# Johannes Grützke

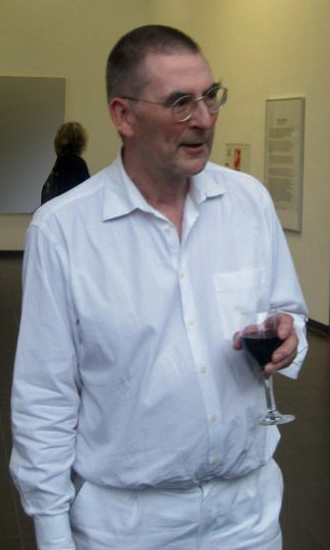
Johannes Grützke (2012)

Johannes Michael Wilhelm Grützke (* 30. September 1937 in Berlin; † 17. Mai 2017 ebenda) war ein deutscher Maler, Zeichner, Grafiker und Medailleur.

## Leben und Wirken
Johannes Grützke wurde als viertes von fünf Kindern als Sohn des Geschäftsmanns Wilhelm Grützke und seiner Ehefrau Dörthe in Berlin-Karlshorst geboren. Außer während vier Jahren Kriegs- und Nachkriegswirren wuchs er in Berlin-Moabit auf.
Johannes Grützke studierte von 1957 bis 1964 an der Hochschule für Bildende Künste in Berlin zunächst bei Hans Orlowski und danach als Meisterschüler von Peter Janssen. 1962 nahm er als Schüler an dem von Oskar Kokoschka geleiteten Kurs der Internationalen Sommerakademie für Bildende Kunst Salzburg teil. In Bad Godesberg, wohin er 1964 umzog, hatte er im selben Jahr seine erste Einzelausstellung in der Galerie Pro, die von Johannes Wasmuth geleitet wurde. Im folgenden Jahr, wieder in Berlin, gründete er das Musikensemble Die Erlebnisgeiger, mit dem er unregelmäßig öffentlich auftrat. 1973 war er Mitbegründer der Schule der neuen Prächtigkeit. 1974 veranstaltete der Neue Berliner Kunstverein die erste Grützke-Retrospektive im Schloss Charlottenburg, die anschließend im Kunstverein Freiburg, in der Kunsthalle Nürnberg und dem Mannheimer Kunstverein ausgestellt wurde. Im selben Jahr wurde ebenfalls vom Neuen Berliner Kunstverein die erste Gemeinschaftsausstellung der Schule der neuen Prächtigkeit ausgerichtet. 1986 wurde ihm der Kunstpreis der Heitland Foundation, Celle verliehen.
Außer als Maler, Zeichner und Druckgrafiker arbeitete Grützke auch als Bühnenbildner für das Theater. 1979 begann eine langjährige Zusammenarbeit mit dem Regisseur Peter Zadek. Von 1985 bis 1988 war er dessen künstlerischer Berater am Deutschen Schauspielhaus in Hamburg und stattete verschiedene Inszenierungen aus, darunter die legendäre Urfassung von Lulu von Frank Wedekind, Jehoschua Sobols Ghetto und Weiningers Nacht sowie am Wiener Burgtheater Shakespeares Der Kaufmann von Venedig (auch Kostüme, Bühne gemeinsam mit Wilfried Minks).
Grützke lehrte 1976/1977 als Gastdozent an der Hochschule für Bildende Künste in Hamburg, 1987 kehrte er, diesmal als Dozent in Nachfolge seines ehemaligen Lehrers Oskar Kokoschka, an die Internationale Sommerakademie Salzburg zurück. Im Jahr 1990 gehörte er zu den Gründungsmitgliedern des Künstlersonderbundes in Deutschland. Von 1992 bis 2002 war er Professor für Malerei an der Akademie der Bildenden Künste in Nürnberg. Johannes Grützke war Mitglied der Freien Akademie der Künste Hamburg.

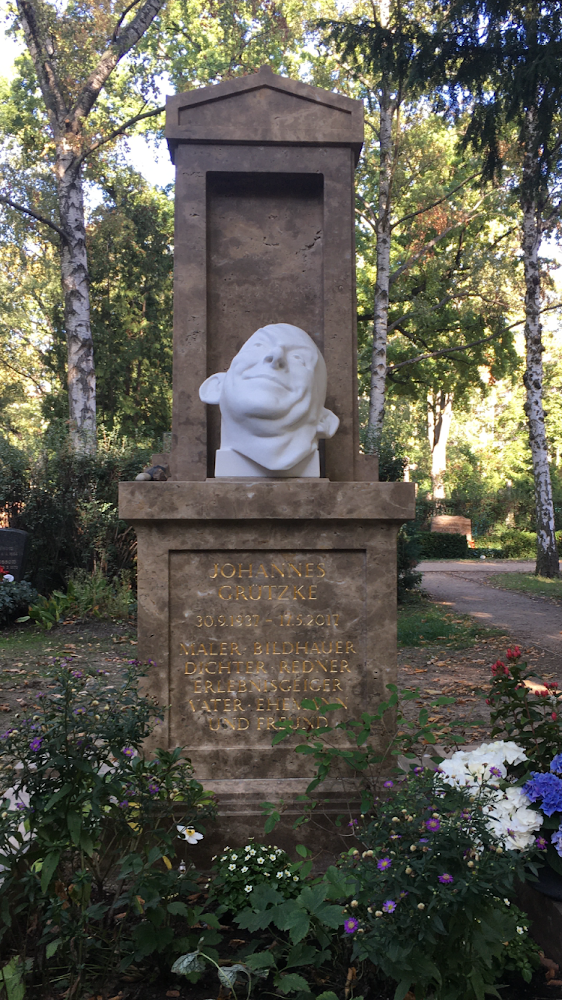
Grab Johannes Grützke, Dorotheenstädtischer Friedhof, Berlin

Von November 2011 bis April 2012 fand in der Reihe „Werke und Dokumente“ des Deutschen Kunstarchivs im Germanischen Nationalmuseum Nürnberg eine umfassende Ausstellung seiner Werke unter dem Titel Die Retrospektive statt. Damit verbunden vermachte Grützke dem Museum einen Vorlass. 2012 war im Marburger Kunstverein eine Auswahl von Malerei, Zeichnungen, Pastelle und eine Skulptur des Künstlers aus der Sammlung Horn zu sehen. Unter dem Titel „die ganze Welt in meinem Spiegel“ zeigte das Stadtmuseum Berlin 2012 anlässlich der Verleihung des Hannah-Höch-Preises des Landes Berlin 2012 eine Retrospektive seiner Arbeiten aus fünf Jahrzehnten. 2013 wurden Werke von Grützke im Rahmen der Ausstellung „Jacob Jordaens und die Moderne“ im Fridericianum in Kassel ausgestellt.
Grützke war in dritter Ehe mit der Pariser Kunsthistorikerin Bénédicte Savoy verheiratet. Der Ehe entstammen zwei Kinder.
Johannes Grützke starb am 17. Mai 2017 im Alter von 79 Jahren in Berlin und fand seine letzte Ruhestätte auf dem Friedhof der Dorotheenstädtischen und Friedrichswerderschen Gemeinden in der Berliner Chausseestraße Nr. 126.

## Stilistische Positionierung
Johannes Grützke war Mitbegründer und bekanntester Maler der Schule der neuen Prächtigkeit. Er malte in einem figurativen, sehr eigenständigen Stil. Die von ihm dargestellten Personen und die Szenen, in die er sie stellte, wirken ironisch überzeichnet. Als Porträtist idealisierte er seine Modelle nicht, sondern versuchte, sich durch Verzerrung der Charakteristik und Physiognomie des Dargestellten zu nähern. Das Stadtmuseum Berlin schrieb: „Seine Bilder sind ironische Reflexionen historischer, mythologischer und religiöser Stoffe, bizarre Beschreibungen sozialen Verhaltens sowie schonungslose Selbstbefragungen“.

## Auszeichnungen
- 1979: 1. Preis im Wettbewerb um ein Altarbild für die Schlosskapelle Gifhorn
- 1984: Kunstpreis der Künstler, Große Kunstausstellung NRW Düsseldorf
- 1986: Kunstpreis der Heitland Foundation, Celle
- 1987: Gewinner des Ideenwettbewerbs der Stadt Frankfurt am Main für ein 33 × 3 m großes Wandbild für die Paulskirche
- 1992: Kunstpreis Junge Stadt sieht junge Kunst der Stadt Wolfsburg
- 1992: Berliner Bär (B.Z.-Kulturpreis)
- 2002: Wilhelm-Loth-Preis, Darmstadt
- 2002: Großes Bundesverdienstkreuz
- 2012: Hannah-Höch-Preis des Landes Berlin

## Wichtige öffentliche Werke
Wandbilder

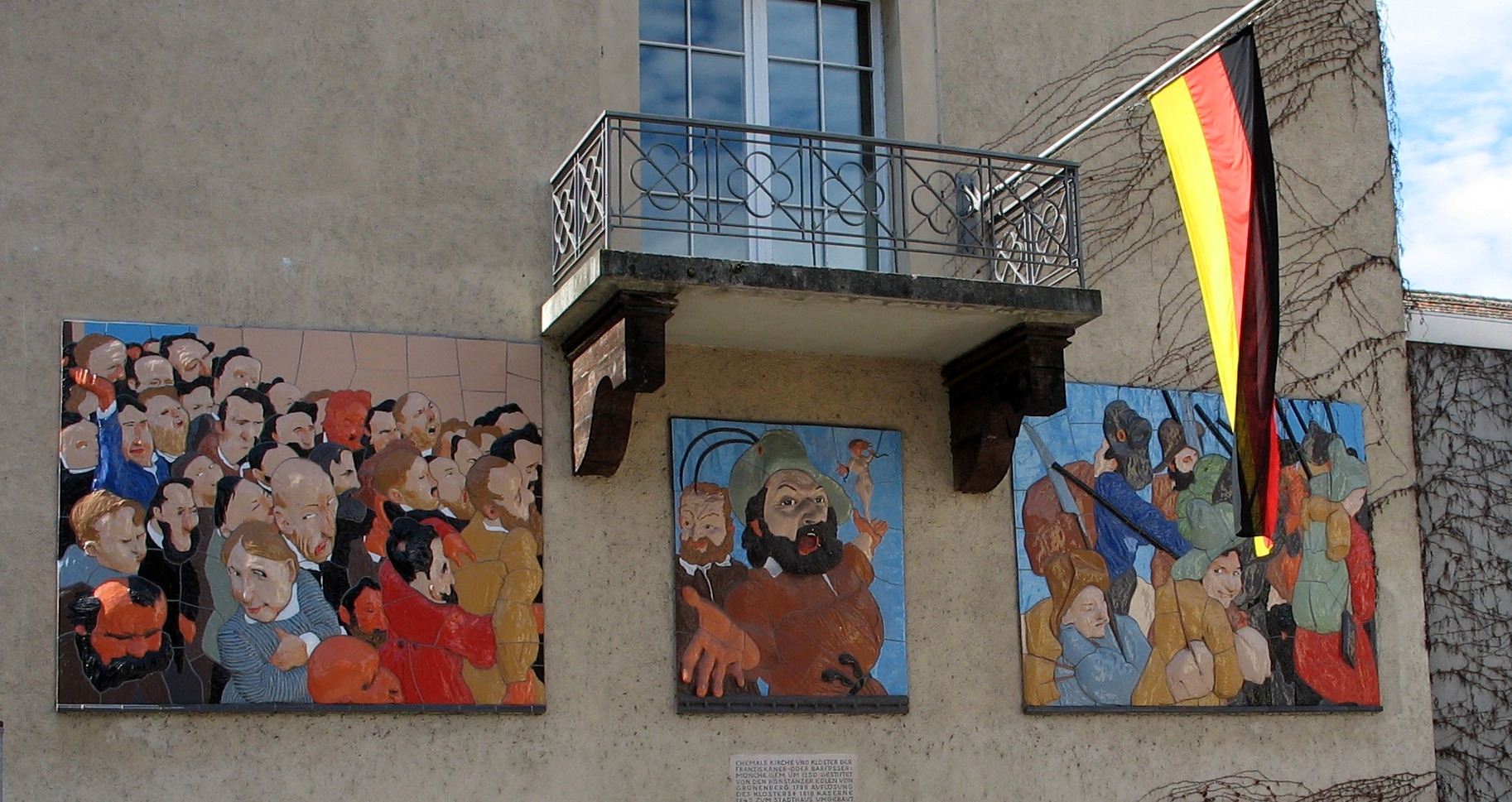
Grützkes Heckerdenkmal am Konstanzer Stadthaus

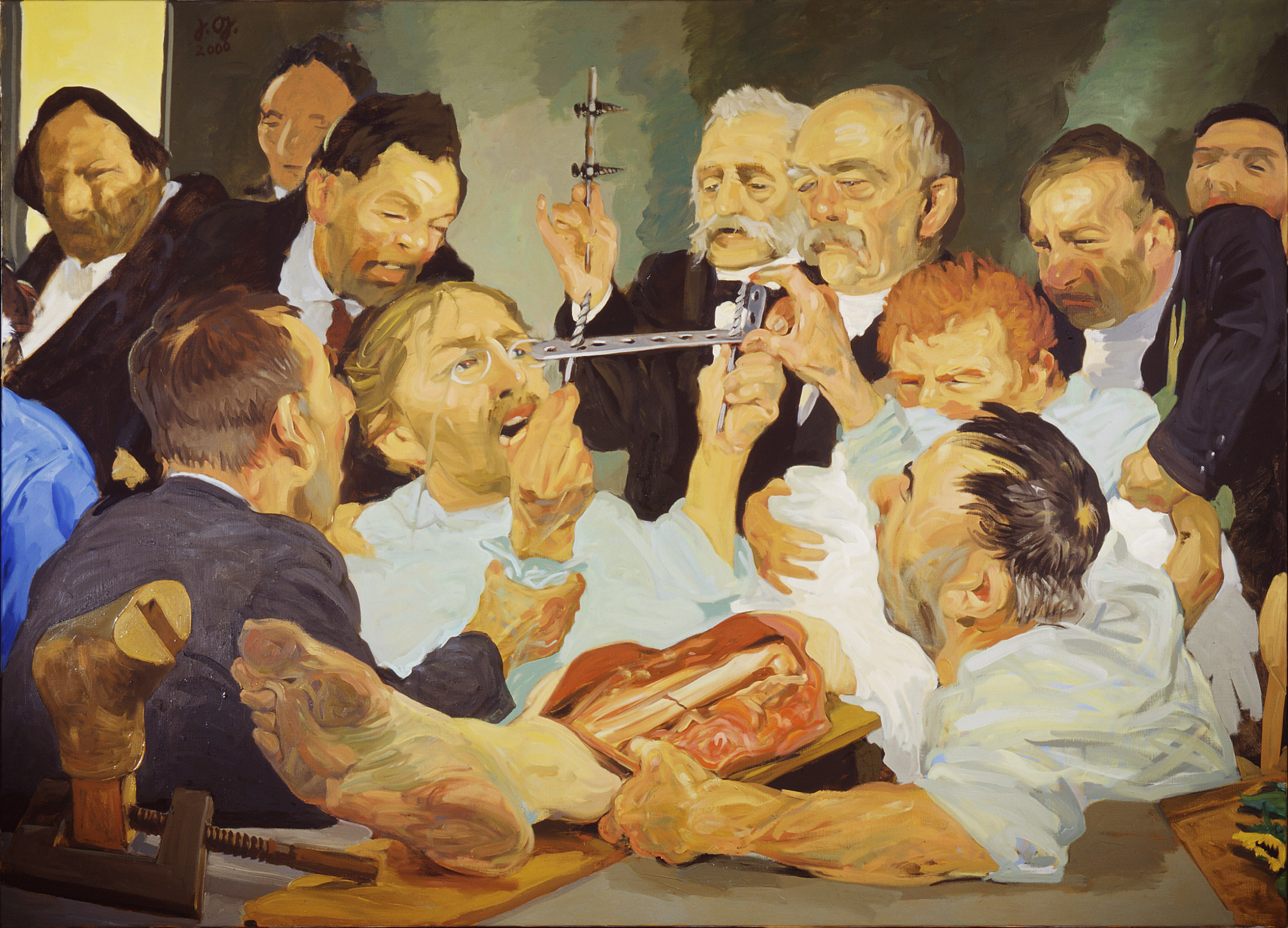
Aus der Geschichte der Unfallchirurgie (Ausschnitt)

- 1987: Großes Wandbild (3 × 32 m) in der Frankfurter Paulskirche, Ausführung 1989–1991 in Berlin
- 1995: 16 Medaillons im Lichthof C in Specks Hof in Leipzig
- 1995: Wandbild (13,4 × 1,6 m) im Hörsaal des Berufsgenossenschaftlichen Unfallkrankenhauses Hamburg: Aus der Geschichte der Unfallchirurgie.[9]
- 1996–1998: Arbeit am Majolika-Relief für die Fassade des Bürgersaals in Konstanz, zur Erinnerung an Friedrich Hecker und die Badische Revolution 1848/1849

Werke im Besitz öffentlicher Sammlungen
- Deutsches Historisches Museum, Berlin
- Hamburger Kunsthalle, Hamburg
- Berlinische Galerie, Berlin
- Museum Gunzenhauser, Chemnitz
- Sprengel Museum, Hannover
- Creator Vesevo Museo, Ercolano (Ercolano National Museum of Western Art)
- Kunstsammlung Heinrich, Maulbronn[11]

## Ausstellungen
- 1974: Kunsthalle Nürnberg
- 1977: Kunstverein Braunschweig
- 1999: Kunstverein Marburg
- 2006: Kunsthaus Apolda
- 2007: Malen ist Denken, Landesmuseum Oldenburg und Schloss Gottorf
- 2007: Das Plastische, Georg-Kolbe-Museum, Berlin
- 2011: Die Retrospektive, Deutsches Kunstarchiv des Germanischen Nationalmuseums, Nürnberg
- 2012: Die ganze Welt in meinem Spiegel, Ephraim-Palais, Berlin
- 2013: Jordaens und die Moderne, Museum Fridericianum, Kassel
- 2017: Der Pinsel hat gesprochen, Museum MORE, Gorssel, Niederlande
- 2017: Kunst ist nicht modern, sondern immer! Kunstsammlung Chemnitz, Chemnitz

## Medaillenarbeiten
- Bronzegussmedaille auf James Simon. Vorderseite: Kopfbildnis dreiviertel nach r. Rückseite: Sieben Zeilen Text: Ein Mensch / ist nicht mehr / als ein anderer, / wenn er nicht / mehr tut als / ein anderer. / Cervantes. Literatur: Numismatisches Nachrichtenblatt Nr. 10, 2006, pp. 449–450, Abbildung
- in: Ulf Dräger, Andrea Stock: Die Welt »en miniature«: Deutsche Medaillenkunst heute, 2000–2006. Stiftung Moritzburg, Halle 2007, ISBN 978-3-937751-54-2,(Die Kunstmedaille in Deutschland. Bd. 23, anlässlich der Ausstellung Die Welt "en Miniature". 2000–2006, 15. Juli–7. Oktober 2007 in der Stiftung Moritzburg, Kunstmuseum des Landes Sachsen-Anhalt).

## Zitate
- „Ein Maler, der es ernst meint, nennt sich Maler, und was er macht, ist Malerei.“
- „Der Pinsel ist mein Forschungswerkzeug, so, wie der Begriff beim Philosophen. Das Bild ist nicht das Ziel, sondern Abfall meiner Forschungsarbeit.“
- „Meine Bilder sind Ausdruck meiner persönlichen Erfahrungen, […] und ich dokumentiere in meinen Bildern, stellvertretend für Viele, allgemeine Erfahrungen. […] Mit Hilfe eines Ausschnittes aus der Realität male ich die gesamte Realität. Die mich umgebende kleine Realität […] ist stellvertretend für die gesamte große Realität. Demzufolge ist meine Person stellvertretend für alle Personen.“
- „Nicht vor dem Malen denken, Malen ist Denken.“
- „Kunst ist nicht modern, sondern immer.“
- „Wer mich kennt, der hat Glück. Wer Glück hat, liebt. Ich liebe Euch. Weil ich mich selber liebe.“
- „Der Pinselstrich auf einer Leinwand, ist nur dann ein Pinselstrich, wenn er nur ein Pinselstrich ist. Er ist mehr wenn er mehr ist als ein Pinselstrich. Also, er ist ja nicht mehr, sondern er wird mehr durch seine Suggestions Kraft.“